# Artemis (satellite)
Pour les articles homonymes, voir Artémis (homonymie).

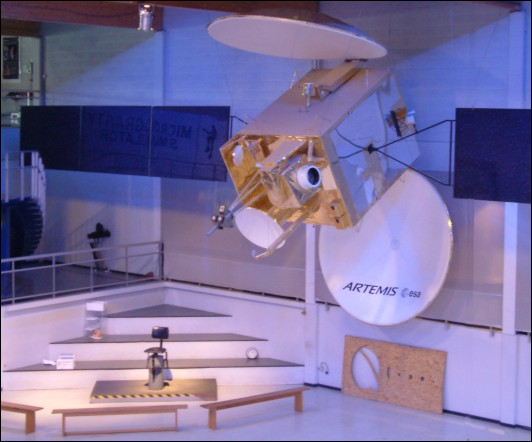
Maquette du satellite Artemis

Artemis (acronyme issu de Advanced Relay and Technology Mission, « Mission de relais et technologie avancée ») est un satellite de télécommunications expérimental de l'Agence spatiale européenne conçu en collaboration avec le Japon et lancé en 2001. Il est désactivé en 2017.

## Mission
Artemis est un démonstrateur construit par l'italien Alenia Spazio (qui fusionne en 2005 avec Alcatel Space dans une entreprise ayant depuis 2007 le nom de Thales Alenia Space) qui doit tester plusieurs nouvelles technologies :
- L'utilisation d'un moteur ionique.
- Le rôle de relais entre d'une part les satellites en orbite basse (Envisat, Spot 4), les infrastructures orbitales européennes liées à la station spatiale internationale (ATV et Columbus), le satellite Adéos 2 développé en coopération avec le Japon et d'autre part les stations terrestres. Cette nouvelle technique permet aux satellites d'observation de transférer leurs données alors qu'ils ne sont pas en vue des stations de réception. La station au sol à Toulouse est ainsi en contact avec les satellites lorsque ceux-ci survolent la portion du globe comprise entre l'Inde et l'Amérique du Sud.
- Les liaisons entre satellites par laser : instrument Silex (Semiconductor Laser Inter-Satellite Link Experiment) qui permettent de transférer des données avec un débit important sans consommer beaucoup d'énergie[1].
- Les premiers composants du système de navigation par satellites européen EGNOS.

## Historique

### Lancement et sauvetage
Lors du lancement du satellite par une fusée Ariane 5 le 12 juillet 2001, le moteur de l'étage supérieur du lanceur est victime d'une défaillance. Le satellite est placé sur orbite à 17 000 km d'altitude au lieu des 36 000 km prévus. Selon l'Agence spatiale européenne, la mission a alors failli être perdue. 
Les moteurs ioniques du satellite, prévus seulement pour des corrections de position, ont alors été mis à profit pour lui permettre de rejoindre l'orbite prévue. Ces moteurs offrent une poussée très faible mais ont l'avantage de pouvoir fonctionner très longtemps. 
Dans un premier temps, les moteurs classiques du satellite ont été utilisés, par une série de mises à feu, afin d'extraire en dix jours Artemis de son orbite et de l'éloigner de la ceinture de Van Allen qui n'aurait pas manqué de le dégrader en raison de son rayonnement intense.
Le satellite a ainsi pu rejoindre un périgée à 31 000 km, puis une orbite circulaire provisoire à la même altitude. Pendant ce temps, d'intenses travaux d’élaboration et d'essais d'une nouvelle configuration logicielle et matérielle, et de nouvelles procédures, ont permis de définir les modalités permettant à Artemis de rejoindre l'orbite voulue. La reprogrammation du logiciel de vol est alors la plus importante jamais réalisée sur un satellite de télécommunication. Achevée en décembre 2001, elle a permis d'engager les opérations de sauvetage en février 2002 à l'aide des moteurs ioniques.
Pendant ce temps, les systèmes du satellite étaient tous testés afin de vérifier s'il conservait bien tout son caractère opérationnel. Lors de ces essais, le 30 novembre 2001, Artemis entrait en liaison avec SPOT 4 et pour la toute première fois était ainsi réalisée la transmission par laser d'images du sol prises par un satellite à basse altitude à un autre satellite, qui lui-même les renvoyait au centre de traitement de données de Toulouse.
Les moteurs ioniques ont ainsi permis à Artemis de se rehausser des 5 000 km encore manquants, par une trajectoire en spirale, à la vitesse d'un kilomètre par heure. L'Agence spatiale européenne compare cette manœuvre « au pilotage d'un paquebot avec un moteur de hors-bord ». Dès le début de la manœuvre, les opérateurs ont été confrontés à des situations inédites qu'il a fallu résoudre en temps réel, dans la mesure où rien ne pouvait être testé à l'avance sur banc d'essai. L'opération a ainsi consisté en un véritable pilotage, heure par heure, pendant de nombreux mois, jusqu'à ce que le satellite atteigne enfin la position voulue le 31 janvier 2003.
Le sauvetage d'Artemis constitue le plus long cheminement d'un satellite pour rejoindre son orbite finale.

### Carrière
L'ESA transfère la propriété le 1er janvier 2014 à l'opérateur britannique Avanti Communications (en). Le 29 janvier 2015, Artemis termine officiellement sa mission originelle.  Mis sur une orbite de rebut, il est désactivé en novembre 2017.

### Remplacement
Le satellite Artemis est remplacé par la constellation de satellites européens European Data Relay Satellite System (EDRS, « Système de relais de données par satellite européen ») : deux satellites portant une charge utile EDRS ont été déployés en 2016 et 2019 et un troisième doit venir compléter la couverture plus tard.